# Fixiki
Fixiki (en russe : Фиксики, de l'anglais to fix, « réparer ») est une série télévisée russe d'animation 3D, éducative et ludique. Elle est directement inspirée du livre d'Edouard Ouspenski : Les Petits réparateurs (traduction libre de l'œuvre en russe : Гарантийные человечки). Le premier épisode est diffusé le 13 décembre 2010 dans le programme Bonne nuit les enfants! sur la chaîne Rossiya 1. La série passe ensuite sur les chaînes Carrousel et Dietski. Entre juillet et décembre 2014 elle est diffusée sur Koultoura. Elle est également sur la chaîne Moult depuis juin 2014 . À l'été 2016 elle passe sur la chaîne Tloum HD, et depuis le 8 février 2017 sur O!
Série réalisée par la société de production Aéroplane, l'idée originale en revient au réalisateur et producteur Alexandre Tatarski.
Les parties en animations 2D sont réalisées par les studios ukrainien ToonGuru, et chypriote Toonbox.

## Sujet
La série relate les aventures des fixiki, petits êtres vivant à l'intérieur des appareils ménagers et électroniques de notre quotidien. Ils en connaissent le fonctionnement et la technologie, et sont fréquemment amener à les réparer. La série, à visée pédagogique, a pour objectif d'expliquer aux enfants, sous une forme divertissante, le fonctionnement des objets qui les entourent. Qu'est-ce qu'une clé USB ? Comment les dessins animés sont-ils stockés dans un ordinateur ? Quel est le principe de fonctionnement d'une télécommande ? Chaque épisode est consacré à un appareil, électroménager ou électronique. Avec les fixiki, les enfants apprennent de façon ludique et intéressante les secrets de ces objets, et, découvrent comment utiliser avec soin et en toute sécurité une technologie à la fois familière et complexe.
Les principaux personnages de la série sont Dimdimytch, le garçon de la famille, et ses deux petits amis fixiki : la fille aînée Simka et son petit frère Nolik. Pour approfondir leurs connaissances, ils sont éclairés par les fixiki adultes, les parents Papous et Massia et le grand-père Diedous. Dimdimytch doit garder secret l'existence des fixiki auprès de ses propres parents et surtout les protéger des crocs de sa chienne Koussatchka.
De nouveaux héros apparaissent lors de la deuxième saison, quatre camarades de classe de Simka et Nolik : Fire, Igrek, Chpoulia et Verta, et le professeur Guéni Evguénievitch Tchoudakov et sa secrétaire Lizonka, qui vivent dans le laboratoire où se trouve l'école des fixiki.

« L'apparition dans la série d'un chercheur, ainsi que d'un nouveau lieu d'action, élargit notre champ d'exploration. Le plus important est que nous pouvons dorénavant aborder des sujets qui sortent du cadre restreint d'un foyer, sujets que nous ne pouvions pas développer avec le personnage de l'enfant seul. Nous allons par exemple faire une série sur les extincteurs, les airbags, les fils électriques, les écotesteurs. Tout cela permettra à la série Fixiki de devenir plus universelle et répondra à davantage de questions que peuvent se poser les enfants. »

— Guéorgui Vassiliev, producteur de la série.

## Personnages

### Les fixiki
Simka (en russe : Симка)
Elle est la fille aînée de la famille des fixiki. Âgée de dix ans, elle est la sœur de Nolik et l'amie de Dimdimytch. Intelligente et active, elle est toujours prête à secourir ses amis. Elle agit avec rapidité et détermination. Simka étudie à l'école des fixiki et est la meilleure élève de la classe.
- Couverture : vis à tête hexagonale et embase.

Nolik (en russe : Нолик)
Frère cadet de Simka et ami de Dimdimytch. Il a cinq ans, est spontané et plein de bonhomie. S'il manque de savoir et d'expérience, cela ne l'empêche pas d'avoir une opinion propre. Il se retrouve souvent dans des situations difficiles dont il n'arrive à se dépêtrer seul.
- Couverture : vis à tête cylindrique fendue.

Papous (en russe : Папус)
Père de Simka et Nolik. C'est un technicien hors pair, doté de mains en or. Son talent est manifeste dans les situations difficiles. Toujours prêt à réaliser des exploits, il peut se transformer, non pour se camoufler mais, tel un Atlante, pour éviter la ruine d'un appareil.
- Couverture : vis pointue à tête hexagonale et empreinte hexagonale creuse.

Massia (en russe : Мася)
Épouse de Papous et mère des deux enfants. Massia a un caractère enjoué et posé. Elle aime la propreté, l'ordre, et ne rechigne pas aux tâches routinières. Technicienne hautement qualifiée, elle ne le cède en rien à Papous pour tout ce qui concerne les appareils de la cuisine.
- Couverture : vis à tête ronde fendue.

Diedous (en russe : Дедус)
Grand-père de Simka et Nolik, d'une longévité exceptionnelle. Son apparence diffère des autres fixiki et il ne porte pas la combinaison de travail mais un manteau de professeur. Méticuleux et rigoureux, Diedous est le gardien de la sagesse et des bonnes pratiques. Merveilleux conteur, il est également le professeur des jeunes fixiki.
- Couverture : vis à oreilles.

Fire (en russe : Файер, de l'anglais)
Camarade de classe de Simka. Parmi les jeunes fixiki, c'est le plus vif, inventif et actif, « la locomotive de notre classe » disent de lui ses amis. Il lui vient toujours à l'esprit des idées surprenantes et son énergie est communicative.
- Couverture : vis à tête hexagonale et empreinte hexagonale creuse.

Igrek (en russe : Игрек)
C'est la fierté des enseignants, le plus intelligent des fixiki et le plus érudit de la classe. S'il est vrai qu'il ne passe que difficilement de la théorie à la pratique, il n'a par contre aucun égal pour résoudre les problèmes les plus ardus. Ses amis respectent beaucoup son intelligence, même s'ils se moquent de sa maladresse.
- Couverture : LED montée sur écrou.

Chpoulia (en russe : Шпуля)
Elle est l'âme de la classe, gentille, honnête et attentionnée. Toujours prête à résoudre un conflit, soutenir, féliciter ou venir au secours de ses amis. Elle rit, s'effraye facilement, et avec la même facilité peut croire des bêtises, mais, il est impossible de se fâcher avec elle. Et pourquoi donc ? Ne vaut-il pas toujours mieux fraterniser avec quelqu'un plutôt que de se quereller ?
- Couverture : vis à oreilles de forme allemande.

Verta (en russe : Верта, du français verte)
La fille la plus belle et la plus déterminée de la classe. Elle est parfaitement capable de réaliser ses objectifs et ne tolère pas les échecs. Elle peut aussi aider ses amis à sortir de situations difficiles, à la condition de l'y persuader bien sûr.
- Couverture : vis à tête bombée et fente cruciforme avec rondelle dorée.

### Autres personnages
Dimdimytch (en russe : ДимДимыч)
Garçon de huit ans, il est curieux et s'intéresse à la technique. De nature rêveuse, il aime jouer (parfois jusqu'à s'oublier) et peut manquer de prudence.
Les parents de Dimdimytch
Ce sont des parents typiques, qui n'accordent que rarement toute l'attention que nécessite leur enfant, mais qui l'aiment cependant beaucoup, participant parfois à ses jeux et à ses aventures. Le père de Dimdimytch, Dmitri Koudykine, est journaliste et sa mère, Lioubov Koudykina, dentiste.
Guéni Evguénievitch Tchoudakov (en russe : Гений Евгеньевич Чудаков)
Vieil ami de Diedous, il connait l'existence des fixiki mais n'évente pas le secret. Dans son laboratoire se trouvent une multitude d'appareils, apportés pour réparation ou à fin de tests. Ce n'est pas un hasard si on y trouve l'école des fixiki.
Lizonka (en russe : Лизонька)
C'est la secrétaire très sensible du professeur Tchoudakov. Elle ignore l'existence des fixiki mais devine qu'un intrus se promène dans ce laboratoire, sans arriver à le coincer.
Koussatchka (en russe : Кусачка)
Chienne de la race des chihuahuas, elle est méchante comme une teigne. Pour les humains c'est une peluche, mais tous ignorent qu'en son for intérieur le chihuahua est une vraie chienne de garde ! Contrairement aux humains, Koussatchka sent la présence des fixiki. Elle enrage de ne pouvoir les attraper.
Joutchka (en russe : Жучка)
Bestiole ou araignée, elle vit depuis longtemps dans l'appartement et observe les fixiki avec curiosité. La bestiole est une créature silencieuse mais très émotive. Elle court vite, se cache en un clin d’œil et grimpe partout sans qu'on le lui demande.
Katia (en russe : Катя)
C'est la petite amie de Dimdimytch, à laquelle il fait allusion à plusieurs reprises. Dans le 21e épisode La lampe de poche, elle n’apparaît pas mais Dimdimytch communique avec elle à l'aide d'une lampe torche. Elle est sa voisine et sa camarade de classe. Dans le 103e épisode L'encre sympathique, Katia dévoile ses sentiments à Dimdimytch. Elle apparaît pour la première fois sur grand écran, dans le film Fixiki : le Grand secret, puis dans le 154e épisode de la série, Le hockey.
Vaska (en russe : Васька)
Ami de Dimdimytch, dont il est fait mention dans certains épisodes mais qui n’apparaît jamais physiquement dans la série. Ils vont à l'école, se promènent et jouent ensemble sur internet. Il apparaît dans le 51e épisode Le microphone, discutant avec Dimdimytch par ordinateurs interposés, et dans le 133e Le virus où ils jouent l'un contre l'autre à la course automobile. Il est également mentionné dans le 1er épisode Le siphon et le 50e Le caramel.

## Fiche technique
- Idée du projet : Alexandre Tatarski[4].
- Créé d'après l'œuvre d'Edouard Ouspenski, Les Petits réparateurs.
- Auteurs du concept des scénarios : Guéorgui Vassiliev, Daria Morgounova, Boris Machkovtsev, Michael Mennies.
- Auteur de l'idée des épisodes : Anastasia Voskressenskaïa.
- Scénaristes : Iouri Issakov, Alexandre Kariaïev, Guéorgui Vassiliev, Daria Morgounova, Boris Machkovtsev, Vassiko Bedochvili, Evguéni Antropov, Sergueï Krolevitch, Igor Chevtchouk, Elena Oussatchiova, Alexandre Ryjov, Alexandra Sokolovskaïa, Nikolaï Istomine, Ivan Pchonkine, Andreï Salomatov, Alexeï Gankov, Olga Donskaïa, Jymn Magon, Elizaveta Zilonova, Anna Kravtchenko, Natalia Kharpaliova, Roman Rozengourt, Oleg Berkov-Sinioukov, Natalia Astrakhantseva, Arina Tchounaïeva, Lilia Karimova, Piotr Vinogradov, Dina Rotvaïn, Alexeï Naoumenkov, Daria Vialtseva, Alexandre Kim.
- Réalisateurs : Vassiko Bedochvili, Andreï Kolpine, Ivan Pchonkine, Arsen Khatchatourian, Milana Fedosseïeva, Djanguir Souleïmanov, Svetlana Mardagolimova, Roman Sokolov, Constantin Birioukov, Alexandra Averianova, Natalia Mirzoïan, Elizaveta Zilonova, Alexeï Fedorovitch, Andreï Gribkov, Azat Gazizov, Olga Lopato, Djalil Rizvanov.
- Compositeur : Lev Zemlinski.
- Auteurs compositeurs : Guéorgui Vassiliev, Alina Simonova.
- Mise en scène artistique : Iouri Pronine, Mikhaïl Jeloudkov, Nadejda Gorlova.
- Direction générale : Ioulia Sofronova.
- Producteur exécutif : Boris Machkovtsev.
- Producteurs : Guéorgui Vassiliev, Michael Mannies, Ilia Popov, Constantin Tarassov.

## Voix

### Fixiki
- Simka : Larissa Brokhman
- Nolik : Iakov Vassiliev (depuis le 1er épisode Le syphon), Andreï Kononov (depuis le 80e épisode La liaison vidéo), Artiom Skossarev (depuis le 118e épisode Les appareils de fitness)
- Papous : Iouri Mazikhine, Piotr Ivachtchenko (à partir du 56e épisode Les tâches)
- Massia : Inna Koroliova
- Diedous : Dmitri Nazarov, Dmitri Boujinski
- Fire : Inna Koroliova, Prokhov Tchekhovskoï (pour les films), Alexandre Pouchnoï (Fireworks dans le film Fixiki : le Grand secret)
- Igrek : Larissa Brokhman, Stanislav Evsine (pour les films)
- Chpoulia : Varvara Ovidor
- Verta : Inna Koroliova, Ekaterina Semionova (pour le film Fixiki : le Grand secret), Lilia Chaïkhitdinova (pour le film Les Fixiki contre les Krabotov)

### Autres personnages
- Dimdimytch : Ivan Dobriakov, Andreï Klouban (depuis le 11e épisode La brosse à dents), Félix Golovnine (depuis le 80e épisode La transmission vidéo), Alexandre Novikov (depuis le 118e épisode Les appareils de fitness), Iaroslav Efremenko (depuis le 141e épisode L'eau)
- le père : Alexeï Rossochanski (depuis le 3e épisode Le réveil), Piotr Ivachtchenko (depuis le 56e épisode Les tâches), Oleg Oujinov (pour le film Les Fixiki contre les Krabotov)
- la mère : Larissa Brokhman
- Guéni Evguénievitch Tchoudakov : Diomid Vinogradov
- Lizonka : Varvara Ovidor
- Koussatchka : Inna Koroliova (aboiements, jusqu'au 152e épisode La poupée), Milana Fedosseïeva (aboiements, 153e épisode La colle), Larissa Brokhman (pensées, 83e épisode Le chien)
- Katia : Daria Kolbasseïeva (pour le film Fixiki : le Grand secret), Anastasia Diatlova (154e épisode Le hockey et pour le film Les Fixiki contre les Krabotov)
- Vaska : Andreï Klouban (51e épisode Le microphone)

## En DVD
La série est sortie en DVD en Russie. Un total de 17 DVD de 8 épisodes chacun sont publiés. Deux séries spéciales sont également commercialisées : dans le cadre des « Séries préférées », ce sont 12 DVD de 10 épisodes chacun qui sont consacrés à un personnage clé de la série, et, pour la série des « Fixithèques », 7 DVD de 11 ou 10 épisodes s'attachent à mettre en valeur un thème particulier (la mécanique, les appareils, la sécurité, la santé...).
La série animée devait initialement ne comporter que 156 épisodes de 6 minutes environ mais les créateurs prévoient une saison 4 après la sortie du film Les Fixiki contre les Krabotov.

## Sur grand écran
Le premier long métrage tiré de la série s'appelle Fixiki : le Grand secret. La bande-annonce est publiée le 27 décembre 2016. Le 20 juillet 2017 est annoncé le début du développement de la deuxième partie du film. Fixiki : le Grand secret sort finalement le 28 octobre 2017.
En septembre 2018 la date de sortie du deuxième long métrage, Les Fixiki contre les Krabotov, est connue. Réalisé dans les studios de la société de production Aéroplane à Moscou, le film est conçu à l'aide des logiciels Nuke, Maya et RenderMan. La première bande-annonce est publiée le 29 mars 2019. La sortie du film est prévue pour le 26 décembre 2019.